# Даріо Дентале
Даріо Дентале  (італ. Dario Dentale, 26 жовтня 1982) — італійський веслувальник, олімпійський медаліст.

## Виступи на Олімпіадах
| Олімпіада  | Дисципліна                        | Місце |
| ---------- | --------------------------------- | ----- |
| Афіни 2004 | четвірка розстібна без стернового | 3     |
| Пекін 2008 | двійка розстібна без стернового   | 11    |